# Sericomyrmex
Sericomyrmex é um gênero de insetos, pertencente a família Formicidae.